# Jakob Þór Einarsson
Jakob Þór Einarsson, född 14 januari 1957 på Island, är en isländsk skådespelare. Han är mest känd för sin roll som den knivkastande hämnaren "Gestur" i Korpen Flyger.

## Filmografi (i urval)
- 1980 – Drömmen om ett annat liv
- 1984 – Korpen flyger
- 2004 – Svampbob Fyrkant – Filmen (isländsk röst till Patrick)
- 2016 – The Oath (film)